# Arar
Arar (em árabe: عرعر‎; romaniz.: Ar'ar) é uma cidade da Arábia Saudita, capital da região da Fronteira do Norte. Está a 536 metros de altitude e segundo censo de 2010, havia 167 057 habitantes.